# 斯特里利尼基 (普季夫利區)
51°25′21″N 33°51′57″E / 51.42250°N 33.86583°E
斯特里利尼基（烏克蘭語：Стрільники）是位於烏克蘭東北部的村莊，由蘇梅州科諾托普區的普蒂夫利市鎮負責管轄。該村處於克列文河畔，距離羅季夫卡2.5公里、弗亞曾卡和科季夫卡3公里，始建於1654年，海拔高度134米，2001年人口402。